# Перепёлкин, Владимир Владимирович
Владимир Владимирович Перепёлкин (род. 15 сентября 1960, Тамбов) — главный копирайтер ЗАО «Рекламное агентство „Видео Интернешнл“», игрок КВН, капитан команды КВН МГУ.

## Биография
В 1982 году окончил механико-математический факультет МГУ по кафедре «гидромеханика», ученик А. Г. Петрова. Дипломная работа «О движении рингов Гольфстрима» получила премию Министерства высшего и среднего специального образования. Полученные научные результаты были опубликованы
Работал в НИИ буровой техники, затем учился в аспирантуре МГУ.
Во время учёбы в Университете был капитаном команды КВН МГУ — финалиста Высшей лиги КВН (сезон 1987—1988 годов). Для игр КВН начал писать рекламные тексты. Сам он так вспоминает о появлении рекламы на телевидении:
Первая в СССР реклама появилась именно в КВН. У многих команд были спонсоры — предприятия, которые давали им деньги в обмен на то, чтобы о них сообщили в КВН. Для них готовились специальные короткие рекламные ролики. Помню, мы рассказывали о какой-то конторе—производителе программных продуктов. Текст заканчивался словами: 'А ещё мы продаем цанговые патроны'. Что это такое, я так и не узнал.
Работал в рекламных агентствах Рroduction, «Интеллекс». Действительный член Российской Академии Рекламы как оказавший определяющее влияние на развитие рекламы в России.
Один из сценаристов рекламных роликов из серии «Всемирная история». Ролики завоевывали многочисленные призы на фестивалях рекламы. Среди премий — «Золотое яблоко» на Московском международном фестивале рекламы (ММФР) в 1992, 1994, 1995 и 1996 годах, Золотая медаль Международного кинофестиваля в Хьюстоне в 1995 году и др. По опросу, проведённому ИД «Медиадом» в 2003 году, возглавил рейтинг «Топ-10 российских копирайтеров» за создание сценариев к рекламным роликам о банке «Империал».
В 1991 году был одним из основателей и учредителей (вместе с Юрием Заполем, Александром Гуревичем, Михаилом Лесиным) продюсерской компании «Видео Интернешнл».
В открытом конкурсе рекламы в 2000 году как сценарист и режиссёр ролика о прохладительном напитке Irn-Bru удостоен «Приза прессы» — титула «Человек рекламного года-99».
За ролики о РИКК-банке получил серебряного и бронзового льва на фестивале рекламы «Каннские львы» в 1996 году (главная награда в этом году никому не вручалась).
В 2006 году объявил, что уходит из рекламы, так как устал. С тех пор пребывает в творческом отпуске, хотя иногда выступает в качестве кинопродюсера.
Является одним из создателей и сценаристов популярной телепередачи «Сам себе режиссёр», автор идеи и непосредственный участник популярной телепередачи «Диалоги о рыбалке», а также один из авторов идеи создания всероссийской еженедельной газеты для рыболовов «Рыбак Рыбака».